# Nils Ole Oftebro

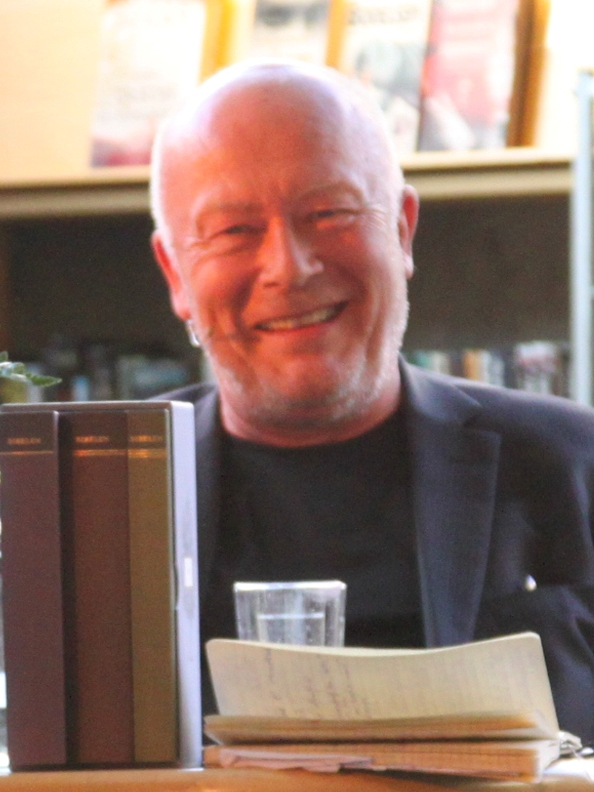
Nils Ole Oftebro, 2012.

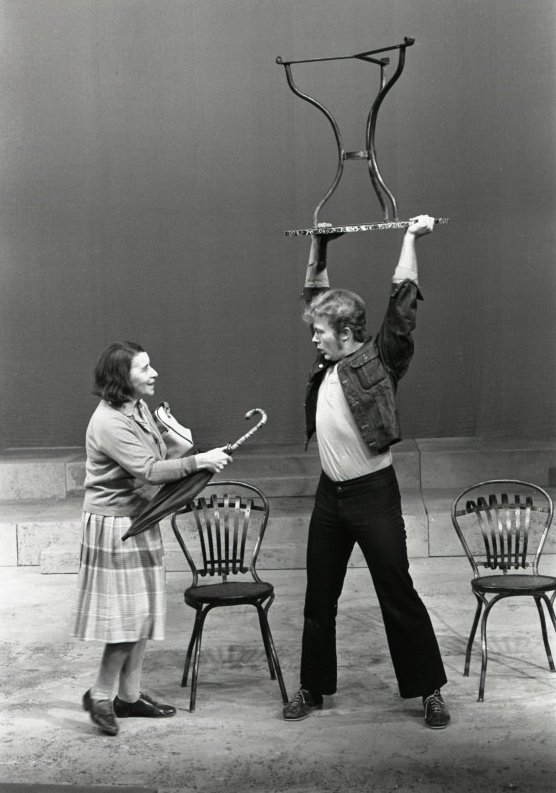
Nils Ole Oftebro in der Rolle als Alfred und die Schauspielerin Ella Hval in dem Bühnenstück Hjem 1971 am Nationaltheater in Oslo. Das Stück wurde später auch im Fjernsynsteatret (Fernsehtheater) gezeigt.

Nils Ole Oftebro (* 1. Dezember 1944 in Sarpsborg) ist ein norwegischer Schauspieler  und Synchronsprecher.

## Karriere
Oftebro absolvierte 1965 eine Schauspielausbildung an der Statens teaterhøgskole, zusammen mit den bekannten norwegischen Schauspielern Ane Hoel, Knut Husebø und Katja Medbøe. Anschließend erhielt er ab 1968 Anstellung am Det Norske Teatret. Am norwegischen Fjernsynsteatret (Fernsehtheater) wirkte er von 1969 bis 1971 und in dem Zeitraum 1982 bis 1984 mit. Am Nationaltheatret trat er seit 1971 auf. Seit 1987 ist er der künstlerische Leiter des Torshovteatret, einer Nebenbühne des Nationaltheatret.
In dem Zeitraum von Oktober 1968 bis derzeit hatte Oftebro über verschiedene 110 Rollen. So unter anderem spielte er in der norwegischen Olsenbanden-Reihe, im letzten Film Olsenbandens siste stikk, den Oberstaatssekretär und Departementchef Hallandsen. Seine bekannteste Sprechrolle hatte er in der norwegischen Synchronisation bei Walt-Disney-Trickfilmen als Kater Karlo (Svarte-Petter) und in der Fernsehserie Hotel Cæsar seinen bekanntesten Auftritte als Viggo Hauge. Außer seinen zahlreichen Film-Auftritten, war er auch als Moderator beim Fernsehen tätig, so in den norwegischen Unterhaltungsserie Fangene på fortet, der norwegische Version von Fort Boyard und in der Reality-TV-Serie Robinsonekspedisjonen.

## Freilichtbühnen
Seit dem Jahr 1968 beteiligte sich Oftebro zum ersten an dem Freiluftschauspiel Das Spiel vom heiligen Olav (Spelet om Heilag Olav) in Stiklestad. Er spielte den König Olav den  Heiligen 1974, 1975, 1976, 1991, 1993 und 1995. Außerdem verkörperte er in dem Stück die Rolle des Bauern von Sul.
Nils Ole Oftebro spielte weiterhin 2007 und 2009 mit in dem Steigen sagaspill in der Steigen Kommune in Nordland. Dort spielte er die Hauptrolle des König Sigar, eines hart gesottenen Wikingerhäuptling. Oftebro musste dabei seine Rolle in der Norwegischen Mundart des Steigendialekt sprechen. Seine Frau Anette Hoff spielte 2009 in derselben Aufführung die Schwester des Königs; Wulfhild von Norwegen (Ulvhild). Nils Ole Oftebro war außerdem der Regisseur in dem «Spelet om St. Hallvard» (Spiele zu St. Hallvard) und hatte zudem eine kleine Rolle in dem Spiel. Die Festspiele wurden von der norwegischen Religionshistorikerin und Hochschullehrerin Ingvild Sælid Gilhus in Lier arrangiert und hatten ihre Premiere am 13. August 2008. In dem Historien-Freiluftbühnenstück und Wikinger-Musical Kongens Ring auf der westnorwegischen Insel Herøy spielt Oftebro seit von 2012 die Rolle des Ragnar Herøyhovding (Ragnar Herøyhäuptling), den Vater von Unn den fagre.

## Auszeichnungen
Oftebro erhielt 1986 den Amanda für die beste männliche Hauptrolle im Fernsehtheater (Fjernsynsteatrets) in dem Stück Du kan da ikke bare gå..., und 1998 für die beste männliche Nebenrolle in Thranes metode. Weiterhin erhielt er 1990 den Kritikerprisen und 1998 den Stiklestadprisen. 2003 wurde er als die "Beste Hörbuchstimme" (Årets lydbokstemme) in Norwegen benannt. 2006 erhielt Oftebro den Heddaprisen als Bester Nebendarsteller in dem Stück «Et spansk stykke».

## Privates
Oftebro ist verheiratet mit dem Hotel Cæsar-Star Anette Hoff, deren gemeinsamer Sohn Jonas Hoff Oftebro ebenfalls Schauspieler ist. Nils Ole Oftebro war zuvor mit der Schauspielerin Kaja Korsvold verheiratet, aus deren Ehe drei Kinder stammen, darunter der Schauspieler Jakob Oftebro.

## Filmografie (Auswahl)

### Film
- 1975: Fru Inger til Østråt
- 1976: Kjære Maren
- 1978: Operasjon Cobra
- 1979: Rallarblod
- 1985: Adjø solidaritet
- 1989: Gefangen in der Tiefe - The Dive (Dykket)
- 1993: Secondløitnanten
- 1993: Du Pappa
- 1995: Gefährliche Wasser (Farlig farvann)
- 1997: Rache für meine Tochter (Salige er de som tørster)
- 1998: Thranes metode
- 1999: Olsenbandens siste stikk
- 2009: Over gaden under vandet

### Norwegischer Synchronsprecher
- Bambi als Bambis Vater
- Cap und Capper als Copper
- Oliver & Co. als Roscoe
- Rock a Doodle als Großfürst der Eulen
- Aladdin als Dschafar
- Dschafars Rückkehr als Dschafar
- Goofy und Max als Kater Karlo
- Goofy – Der Film als Kater Karlo
- Aladdin und der König der Diebe als Saluk
- Hercules als Hades
- Toy Story 2 als Stinke-Piet
- Das magische Schwert – Die Legende von Camelot
- Goofy nicht zu stoppen als Kater Karlo
- Mickys Clubhaus als Kater Karlo
- Asterix in Amerika als Lucullus
- Asterix und die Wikinger als Oceanonix
- Jagdfieber als Ian
- Ab durch die Hecke
- Bambi 2 als Bambis Vater
- Tierisch wild als Kazar
- Happy Feet als Noah
- Madagascar 2
- Der fantastische Mr. Fox als Bean
- Wolkig mit Aussicht auf Fleischbällchen als Tim Lockwood
- Rapunzel – Neu verföhnt als Hauptmann der Palastwachen
- Spieglein Spieglein – Die wirklich wahre Geschichte von Schneewittchen
- Ben 10: Alien Force als Professor Paradox, Cannonbolt

### Fernsehen
- 1979 Ridder Runde og hans kamp mot drager og baroner
- 1981 Spøkelsesbussen
- 1982 Brødrene Dal og Spektralsteinene
- 1985 The Last Place on Earth
- 1985 Kong Lear
- 1988 Borgen skole
- 1993 Fortuna
- 1994: Brødrene Dal og legenden om Atlant-is
- 1998: Blodsbånd
- 1999: Jul i Blåfjell
- 1999: Hotel Cæsar
- 2005: Ved kongens bord
- 2005: Tjuefjerde
- 2007: Torpedo (Fernsehserie)
- 2008: Hotel Cæsar
- 2010: Den unge Fleksnes
- 2012: Hellfjord
- 2014: Det tredje øyet
- 2014: Mammon (Fernsehserie)
- 2016: Lifjord – Der Freispruch (Frikjent, Fernsehserie)

### Moderator
- 1994–1996 und 1999–2000: Fangene på fortet, norwegische Version von Fort Boyard
- 1998–1999: Mandagsklubben
- 1999: Robinsonekspedisjonen
- 2000: Det perfekte kupp

### Fernsehtheater (Fjernsynsteatret)
- 1970: Pelikanen (August Strindberg) – Sønnen
- 1970: Småborgerbryllup (Bertolt Brecht) – Den unge mannen
- 1970: Frakt under havet (Arthur Miller) – Rodolpho
- 1970: Selma Brøter (Sigrid Undset) – Stener
- 1971: Erasmus Montanus (Ludvig Holberg) – Erasmus
- 1971: Symptomer (Sverre Udnæs) – Chris
- 1972: En folkefiende (Henrik Ibsen) – Horster
- 1972: Hjem (David Storey) – Alfred
- 1973: Vildanden (Henrik Ibsen) – Molvik
- 1975: Antigone (Sofokles) – Haimon
- 1976: Løperne – Treneren
- 1976: Tilstanden (Andersson/Bratt) – Holger
- 1977: Gruer-saken (Arild Kolstad) – Arvid Svendsen
- 1979: Grenseland (serie) (Sigurd Evensmo) – Konrad
- 1980: Vesla (Erling Pedersen) – Rolf
- 1983: Semmelweis (Jens Bjørneboe) – Professor Semmelweis
- 1985: Innbrakt (Barrie Keeffe) – Sean McCoin
- 1985: Kong Lear (William Shakespeare) – Kent
- 1985: Du kan da ikke bare gå... (Margaret Johansen) – Johan
- 1989: Fugleelskerne (Jens Bjørneboe) -

### Videospiel (norwegische Stimme)
- 2008: The Legend of Spyro: Dawn of the Dragon – Ignitus

### Hörbücher (Auswahl)
- Den lille prinsen
- Farlig midtsommer
- Frihetens øyeblikk
- Kruttårnet
- Lille tambur
- Mord på Nilen
- Sofies Welt (Sofies verden)
- Stillheten
- Trollmannens hatt
- Jeg, Robot: Stålgrottene
- Sort Messe
- " Hans Von Luck-Rommels pansergeneral"
- "Den glemte soldat"
- "Blücher"
- "den onde vilje"
- "Kongens nei"
- "Varsleren"